# 超决定论
超决定论（英語：superdeterminism）在量子力学中是指贝尔定理的一个漏洞。超决定论指出，当所有被测量的系统都与对它们进行测量的选择相关时，贝尔定理的假设不再被满足。因此，超决定性的隐变量理论可以在满足定域性原理的同时，仍然违反贝尔定理得出的不等式。这使得构建一个能够兼容所有量子力学预测的定域隐变量理论成为可能，也已有学者提出了一些相关的玩具模型。不过需要指出的是，“超决定论”这个词本身具有一定的误导性。超决定性模型的决定性就是通常意义上的决定性。只不过除了决定性之外，它们还假设测量的状态与测量行为本身之间存在相关性。

## 概述
贝尔定理假定在每个检测器上执行的测量可以相互独立地做出，也独立于可以决定测量结果的隐变量。这通常被称为测量独立性或统计独立性。然而在超决定性理论中这种关系是不满足的，即隐变量与测量行为本身相关。由于测量的选择和隐变量是预先确定的，因此一个检测器的结果可以取决于另一个检测器进行的测量，而无需借助以超光速传播的信息。统计独立性的假设有时被称为自由选择或自由意志假设，因为对它的否定意味着人类实验者不能自由地选择执行哪种测量。
一部分超决定论模型会额外假设隐变量和测量选择之间的相关性是在不久的过去才建立的。对这些超决定论模型而言，可以用实验对其进行检验。但总体而言，超决定论从根本上是无法检验的，因为可以假设这种相关性自大爆炸以来就存在。 

一种假想的超决定论的情形：来自遥远星系Sb和Sc的光子在一对纠缠的光子爱丽丝和鲍伯到达偏振探测器α和β之前控制了探测器的方向。

约翰·斯图尔特·贝尔在1980年代的一次BBC采访中讨论了超决定论：
有一种方法可以回避超光速和幽灵般超距作用的结论。但它涉及到宇宙中的绝对决定论，并且不允许自由意志的存在。假设世界是超决定性的，不仅无生命的大自然在幕后发条上运行，而且我们的行为，包括我们相信我们可以自由选择做一个实验而不是另一个实验，包括实验者进行一组测量而不是另一组测量的“决定”本身，都是预先确定的了，那难题就迎刃而解了。这时不再需要比光速更快的信号来告诉粒子A已经对粒子B进行了哪些测量，因为包括粒子A在内的宇宙已经“知道”这一测量行为及其结果将是什么。
尽管贝尔承认存在这一漏洞，但他觉得这并不可信。他认为，即使执行的测量是由确定性随机数生成器选择的，我们可以假定这些选择“对于手头的目的而言可以看作是自由的”，因为机器的选择会被大量微小的影响所改变。而隐变量不太可能像随机数生成器那样对所有微小的影响都敏感。
诺贝尔奖得主杰拉德·特·胡夫特在1980年代初曾与贝尔讨论过这一漏洞。“我提出了一个问题：假设爱丽丝和鲍伯的决定不是出于自由意志，而是由理论中的一切所决定了的。约翰说，嗯，你知道，我必须排除这种可能。如果这是可能的话，那么我所说的就不适用了。我回复道，爱丽丝和鲍伯是出于一个原因做出决定的。这一原因在于他们的过去，所以并且必须被考虑”。
物理学家安东·塞林格指出，如果超决定论是真实的，那它会通过破坏可证伪性来质疑科学本身的价值：
我们总是不明言地假设实验者的自由……这个基本假设对于做科学是必不可少的。如果这不是真的，那么，我想通过实验来寻求自然的答案就变得没有意义了，因为这样的话自然可以决定我们的问题是什么，并且可以引导我们的问题以使我们得出错误的回答。
物理学家萨宾·霍森菲尔德和蒂姆·帕尔默则认为超决定论“是一种很有前途的方法，不仅可以解决测量问题，而且可以用于理解量子物理学表面上的非定域性”。 
霍华德·怀斯曼和埃里克·卡瓦尔康蒂（Eric Cavalcanti）认为，任何超决定性理论的合理性和吸引力都和相信无所不在的外星人精神控制一样。

## 例子
第一个超决定性隐变量模型由卡尔·H·布兰斯于1988年提出。迈克尔·霍尔（Michael Hall）于2010年提出了另一个模型。杰拉德·特·胡夫特将他的量子力学元胞自动机模型称为是超决定性的，尽管尚不清楚它是否确实满足超决定性的定义。
一些研究者认为量子力学中的逆因果关系也是超决定论的一个例子，而其他人则认为这两种情况不能混淆。目前还没有被广泛接受的定义来区分两者。